# Diócesis de Ípil
La diócesis de Ípil (en latín: Dioecesis Ipilensis, en inglés: Roman Catholic Diocese of Ipil, en tagalo: Diyosesis ng Ipil y en chabacano, Diócesis de Ípil) es una circunscripción eclesiástica de la Iglesia católica en Filipinas. Se trata de una diócesis latina, sufragánea de la arquidiócesis de Zamboanga. Desde el 14 de abril de 2025 su obispo es Glenn Montebon Corsiga.

## Territorio y organización
La diócesis tiene 4850 km² y extiende su jurisdicción sobre los fieles católicos de rito latino residentes en la provincia de Zamboanga-Sibúguey y 3 municipios de la provincia de Zamboanga del Sur: Bayog, Kumalarang y Lakewood, de la región de Península de Zamboanga en la isla de Mindanao.
La sede de la diócesis se encuentra en la ciudad de Ípil, en donde se halla la Catedral de San José Obrero.
En 2021 en la diócesis existían 25 parroquias.

## Historia
La prelatura territorial de Ípil fue erigida el 24 de diciembre de 1979 con la bula Rerum usu docti del papa Juan Pablo II, separando el territorio de la arquidiócesis de Zamboanga.
El 1 de enero de 1995 cedió el municipio de Margosatubig a la diócesis de Pagadían.
El 1 de mayo de 2010 la prelatura territorial fue elevada a diócesis con la bula Quandoquidem Praelatura del papa Benedicto XVI.

## Estadísticas
Según el Anuario Pontificio 2022 la diócesis tenía a fines de 2021 un total de 563 847 fieles bautizados.
| Año                                                                             | Población            | Población | Población      | Sacerdotes | Sacerdotes    | Sacerdotes    | Bautizados por sacerdote | Diáconos permanentes | Religiosos | Religiosos | Parroquias |
| Año                                                                             | Bautizados católicos | Total     | % de católicos | Total      | Clero secular | Clero regular | Bautizados por sacerdote | Diáconos permanentes | Varones    | Mujeres    | Parroquias |
| ------------------------------------------------------------------------------- | -------------------- | --------- | -------------- | ---------- | ------------- | ------------- | ------------------------ | -------------------- | ---------- | ---------- | ---------- |
| 1980                                                                            | 228 354              | 332 375   | 68.7           | 14         |               | 14            | 16 311                   |                      |            | 10         | 9          |
| 1990                                                                            | 521 000              | 633 000   | 82.3           | 33         | 10            | 23            | 15 787                   |                      | 24         | 54         | 17         |
| 1999                                                                            | 353 000              | 512 745   | 68.8           | 33         | 9             | 24            | 10 696                   | 2                    | 26         | 26         | 19         |
| 2000                                                                            | 353 000              | 512 745   | 68.8           | 32         | 17            | 15            | 11 031                   |                      | 15         | 26         | 19         |
| 2001                                                                            | 384 581              | 564 730   | 68.1           | 34         | 21            | 13            | 11 311                   |                      | 14         | 29         | 19         |
| 2002                                                                            | 384 581              | 564 730   | 68.1           | 36         | 18            | 18            | 10 682                   |                      | 19         | 25         | 19         |
| 2003                                                                            | 384 581              | 564 730   | 68.1           | 31         | 15            | 16            | 12 405                   |                      | 17         | 26         | 19         |
| 2004                                                                            | 392 989              | 598 768   | 65.6           | 32         | 16            | 16            | 12 280                   |                      | 18         | 31         | 19         |
| 2013                                                                            | 462 000              | 704 000   | 65.6           | 39         | 21            | 18            | 11 846                   |                      | 18         | 33         | 22         |
| 2016                                                                            | 538 512              | 674 000   | 79.9           | 43         | 25            | 18            | 12 523                   |                      | 20         | 37         | 22         |
| 2019                                                                            | 545 692              | 727 589   | 75.0           | 52         | 34            | 18            | 10 494                   |                      | 19         | 36         | 24         |
| 2021                                                                            | 563 847              | 751 797   | 75.0           | 46         | 29            | 17            | 12 257                   |                      | 18         | 33         | 25         |
| Fuente: Catholic-Hierarchy, que a su vez toma los datos del Anuario Pontificio. |                      |           |                |            |               |               |                          |                      |            |            |            |

## Episcopologio
- Federico Ocampo Escaler, S.I. † (23 de febrero de 1980-28 de junio de 1997 retirado)
- Antonio Javellana Ledesma, S.I. (28 de junio de 1997 por sucesión-4 de marzo de 2006 nombrado arzobispo de Cagayán de Oro)
- Julius Sullan Tonel, (30 de junio de 2007-22 de agosto de 2023 nombrado arzobispo de Zamboanga)
- Glenn Montebon Corsiga por sucesión el 14 de abril de 2025